# Jim Crockett (imprenditore 1944)
Jim Crockett junior, all'anagrafe James Allen Crockett (Charlotte, 10 agosto 1944 – Charlotte, 3 marzo 2021) è stato un imprenditore, dirigente sportivo e booker di wrestling statunitense.
Celebre soprattutto negli anni settanta e ottanta, nella veste di proprietario dal 1973 al 1988 della federazione di wrestling Jim Crockett Promotions, fondata dal padre, dal 1976 al 1987 fu anche il proprietario dei Charlotte Orioles, una squadra minore di baseball con sede a Charlotte (Carolina del Nord).

## Biografia
Nato da Jim ed Elizabeth Crockett e fratello di David, iniziò ad interessarsi al wrestling dopo la morte del padre nel 1973. Egli era stato, infatti, un promoter di wrestling sin dal 1931 (e la federazione di famiglia, la Jim Crockett Promotions, si era unita alla National Wrestling Alliance nel 1950).

### Jim Crockett Promotions
Anche se Jim Crockett Sr. aveva stabilito che avrebbe dovuto essere il figlio adottivo John Ringley a dirigere la JCP, Jim Jr. dovette farsi carico degli affari di famiglia dopo la rinuncia di quest'ultimo. Crockett portò il wrestler George Scott come principale booker, ed introdusse nella federazione lottatori da ogni zona del Paese, scritturando veterani come Wahoo McDaniel e giovani promesse come Ric Flair.

### Presidente NWA

#### Primo mandato
Nel 1980, Crockett fu eletto per la prima volta presidente della National Wrestling Alliance, e il mandato terminò nel 1982. Crockett ebbe stretti rapporti d'affari con la Maple Leaf Wrestling di Toronto, di proprietà di Frank Tunney, fino alla morte di quest'ultimo nel 1983. Il nipote di Tunney, Jack Tunney, decise invece di legare la Maple Leaf alla World Wrestling Federation di Vince McMahon. Crockett allora stipulò un accordo di breve durata con la American Wrestling Association di Verne Gagne dando vita alla Pro Wrestling USA.

#### Secondo mandato
Nel 1985, Jim Crockett Jr. venne nuovamente eletto presidente della NWA. Nello stesso anno organizzò la prima edizione dell'annuale Jim Crockett Sr. Memorial Cup, alla quale partecipavano wrestler provenienti da otto territori affiliati alla NWA che si sfidavano in un torneo tag team al Louisiana Superdome di New Orleans. I Road Warriors sconfissero Ron Garvin & Magnum T.A. in finale aggiudicandosi la prima edizione. Anche se Crockett aveva organizzato il torneo come forma di tributo alla figura del padre, molti altri promoter sospettarono che lo stesso strumentalizzando per ampliare i confini e la notorietà della propria compagnia a livello nazionale.
I sospetti aumentarono quando Crockett iniziò a tenere eventi di wrestling a Memphis ed in Florida senza contattare i promoter locali. Inoltre, acquisì varie federazioni minori con sede in Oklahoma e a Kansas City, iniziando a far trasmettere in televisione i suoi eventi.

#### Terzo mandato
Il terzo mandato di Crockett come presidente NWA iniziò nel 1987. La sua prima mossa fu l'acquisto della Championship Wrestling from Florida e della Universal Wrestling Federation, incorporando le stelle delle compagnie nella sua federazione.

### Vendita a Ted Turner
Nel novembre 1988, Crockett era sull'orlo della bancarotta e, con la mediazione del promoter Jim Barnett, dovette vendere la sua compagnia al magnate televisivo Ted Turner, che la rinominò World Championship Wrestling. Jim Crockett rimase comunque presidente della NWA fino al 1991.

### World Wrestling Network
Nel 1994, Crockett fece un tentativo di tornare nell'ambiente con un canale tv dedicato al wrestling trasmesso solo via internet chiamato World Wrestling Network. Il progetto ebbe vita breve, e Crockett si ritirò definitivamente dagli affari.